# Districte de Muzaffarpur
El districte de Muzaffarpur (hindi मुज़फ़्फ़रपुर ज़िला urdú مُظفٌر پور ضلع) és una divisió administrativa de Bihar a l'Índia amb capital a la ciutat de Muzaffarpur. Forma part de la divisió de Tirhut. La superfície és de 3.172 km² i la població al cens del 2001 de 3.743.836 habitants.

## Administració
Està format per dues subdivisions i setze blocs (blocks) de desenvolupament rural:
- 1. Aurai
- 2. Bandra
- 3. Bochahan
- 4. Gaighat
- 5. Kanti
- 6. Katra
- 7. Kurhani
- 8. Marwan
- 9. Minapur
- 10. Motipur
- 11. Muraul
- 12. Mushahari
- 13. Paroo
- 14. Sahebganj
- 15. Sakra
- 16. Saraiya

En total hi ha 1.811 pobles.

## Història
Segons el Ramayana el rei Janak, pare de Sita (esposa de Rama), va governar Videha, que és el nom tradicional de tota la regió de l'est de Nepal i nord de Bihar. La zona fou centre de la república de Vrijjan, una confederació de vuit clans entre els quals els Licchavis foren el més poderosos i influents. El regne de Magadha va establir una aliança matrimonial el 519 aC amb la república dels Licchavis. El nord del modern districte fou part de l'antic regne de Mithila, i el sud corresponia al regne de Vaisali, la capital del qual estava probablement a Basarh a la comarca de Lalganjthatia. El rei budista Ajatashatru va envair Vaishali i va estendre el seu domini fins a Tirhut. Fou en aquest temps que Pataliputra (moderna Patna) fou fundada al lloc del poble de Patali a la riba del riu sagrat Ganges; Ajatashatru va construir una fortalesa inexpugnable que vigilava als licchavis a l'altre costat del riu. Ambarati, a 40 km de Muzaffarpur, es creu que fou el lloc de naixement d'Amrapali, la famosa ballarina i cortesana de Vaishali; aquí, a la població de Kshatriyakunda, va néixer Mahavir, el 24è tirthankar jainista contemporani de Buda.
Al segle VII la zona fou visitada pel pelegrí xinès Hieuen Tsang. La ciutat estava sota domini d'Harsa Vardhana fins a la pujada al poder de la dinastia Pala; després del 647 el districte va passar a mans de senyors locals, lligats als pales que van continuar en el poder al segle viii i el 1019 encara governaven Tirhut. Llavors van pujar al poder els reis chedis, fins que els sena van assolir el poder (segle xi).
Muhammad-i-Bakhtyar Khalji hauria atacat el territori el 1203. Entre 1211 i 1226 la regió de Tirhut fou envaïda pels musulmans, en aquest cas per Ghiyath al-Din Iwaz de Bengala que va recaptar tribut dels reietons locals. La dinastia Simraon va dominar la zona amb centre al nord-est de Champaran, i el fundador Nanyupa Deva va estendre el seu poder sobre tot el país Mithila (Mithilanchal) i Nepal; el darrer rei de la dinasta fou Harasimha Deva, durant el regnat del qual les forces del sultà de Delhi, Ghiyath al-Din Tughluk Shah I van envair Tirhut el 1323 i es van apoderar del territori que el sultà va cedir al braman Kameshwar Thakur; així l'alta sobirania va passar als musulmans però el domini directe local va romandre en mans dels hindús.
Al final del segle xiv tot el nord de Bihar incloent Tirhut va passar a mans dels sultans de Jaunpur i va restar a les seves mans fins que un segle després Husayn Shah Sharki de la dinastia sharki fou derrotat pels lodis de Delhi; derrotat primer el 1483 i després el 1486, el sultà de Jaunpur va mantenir encara el control de Bihar fins al 1496; en aquesta data fou altra vegada derrotat i poc després va fugir a Bengala i Sikandar Lodi es va establir a Bihar; Bengala i Delhi van signar un pacte de no-agressió, però en anys següents el sobirà de Bengala Ala al-Din Husayn Shah (1494-1518) es va apoderar de part de Bihar i Orissa, incloent Tirhut. Sikandar Lodi va atacar Tirhut el 1499 i va derrotar el raja local feudatari del bengalí, i es va assegurar el control de la zona.
Després de Mahmud Shah, el darrer rei de la dinastia husainita de Bengala (1538) el poder va passar als Suri, si bé el poder local va restar en mans de senyors locals. El 1556 els governadors afganesos de la província de Bengala van esdevenir independents; el 1564 es va iniciar la dinastia kararani el darrer rei de la qual fou Dawud Khan Kararani (1572-1576) que tenia les seves principals fortaleses a Patna i Hajipur; el 1576 Akbar va conquerir Bengala i Bihar fou organitzada com a suba o província, de la que Tirhut va formar part com a sarkar (Hajipur també fou sarkar).
Després de la batalla de Buxar la Companyia Britànica de les Índies Orientals va obtenir el diwan (govern) de Bengala, Bihar i Orissa (1765). El 1769-1770 una gran fam va matar a un terç de la població. El districte de Bihar fou dividit el 1782 i es va formar el districte de Tirhut (que incloïa Hajipur).
El 1857 les tropes natives de Muzaffarpur es van revoltar i van atacar la casa del col·lector, el tresor i la presó, però foren expulsats cap a Siwan al districte de Saran. El 1866 el districte fou afectat per una gran fam que es va repetir el 1874. El districte de Tirhut es va dividir en dos el 1875: el districte de Darbhanga i el districte de Muzaffarnagar. El districte fou afectat per la gran fam de 1896-1897, la més important del segle; quan la gana va avançar el govern va organitzar treballs donant feina a canvi de menjar, als que es van acollir més de 100.000 persones.

## Administració
El districte tenia (1901) una superfície de 7.780 km². Estava dividit pels rius Baghmati i Burhi o Harha o Sikrana (més conegut com a Petit Gandak) en tres comarques diferenciades: la part al sud del Petit Gandak, era la més alta, i té diversos llacs entre els quals el Tal Baraila; el Doab entre el Petit Gandak i el Baghmati és la més baixa i subjecte a freqüents inundacions; i la part al nord del Baghmati fins a la frontera de Nepal, és plana i pantanosa però travessada per algunes serres; els límits del districte eren els rius Ganges i Gran Gandak, aquest darrer unit al primer a la vora de Patna. Altres rius del districte són el Lakhandai i el Baya. La població era: 
- 1875: 2.246.752 habitants (segons el cens del 1872 per a la zona)
- 1881: 2.583.404
- 1891: 2.712.857
- 1901: 2.754.790

Administrativament el formaven tres subdivisions: 
- Muzaffarpur
- Sitamarhi
- Hajipur

Les quatre ciutats i úniques municipalitats del districte eren Muzaffarpur (capital del districte i d'una subdivisió, amb una població de 45-617 habitants el 1901), Hajipur, Lalganj i Sitamarhi. La llengua del districte era el maithili, dialecte del bihari; els musulmans parlen una formada de l'hindi, l'awadhi, coneguda com a shekhoi o musalmani. La majoria de la població era hindú (87,7%) amb un 12,2% de musulmans. Les castes principals són els ahirs o goales, babhans, dosadhs, rajputs, koiris, chamars, kurmis, bramans, dhanuks, kandus, mallehs, núnies, tantis i telis.
La subdivisió de Muzaffarpur tenia una superfície de 3.162 km² i una població d'1.050.027 habitants el 1901, amb capital a Muzaffarpur i amb 1.712 pobles.
El 1908 el jove revolucionari bengalí Khudi Ram Bose, de 18 anys, fou penjat per haver tirat una bomba al carruatge de Pringle Kennedy que fou confós amb Kingsford, el jutge del districte de Muzaffarpur. Un monument dedicat a Bose fou erigit després de la independència de l'Índia. El districte fou visitat per Mohandas Gandhi el 1920 i 1927.

## Arqueologia
- Restes a Basarh, presumpte capital de l'antic regne de Vaisali o Vaishali